# Nike (Rakete)

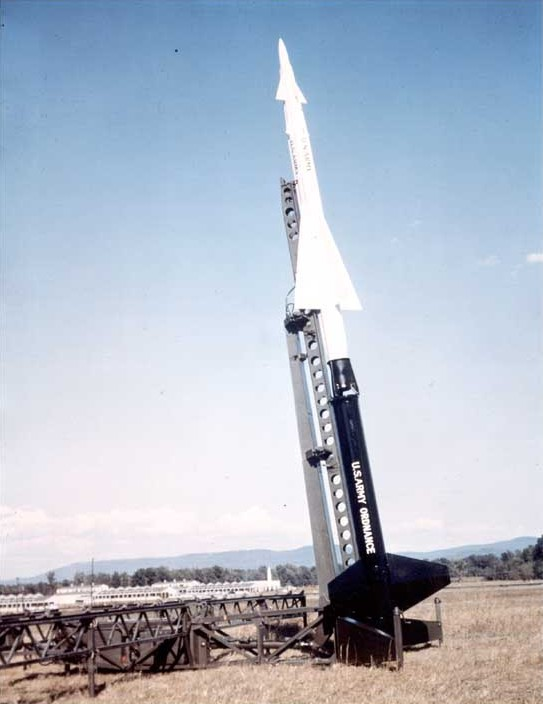
Nike-Ajax-Flugabwehrrakete

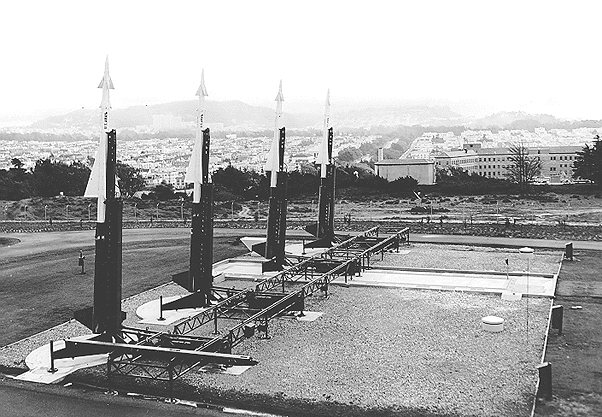
Nike-Ajax-Flugabwehrraketenstellung nahe San Francisco, USA

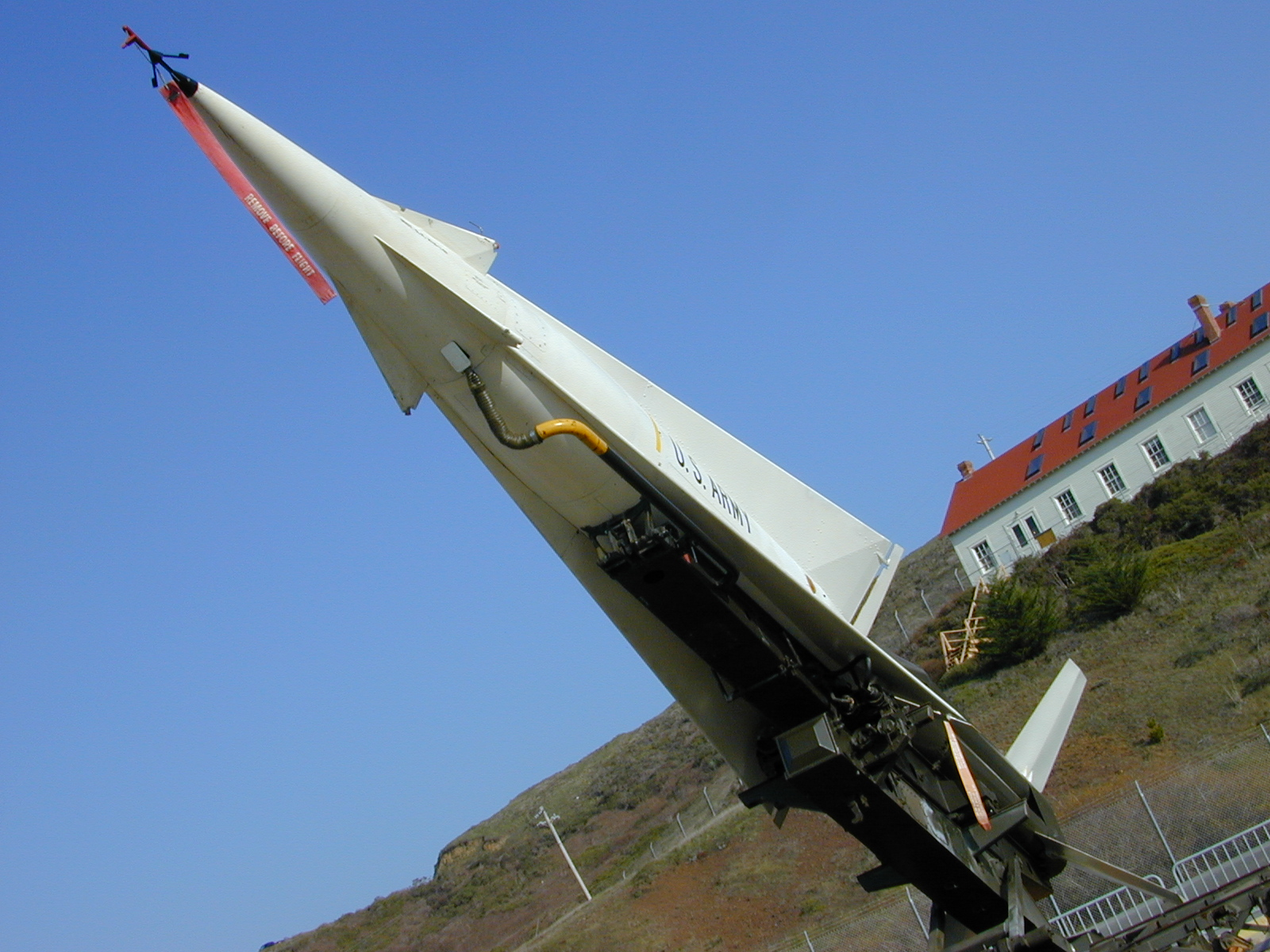
Nike-Hercules-Flugabwehrrakete

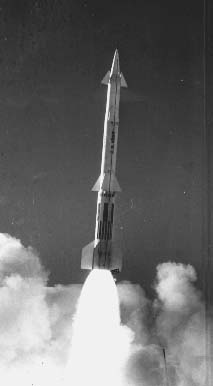
Nike-Zeus-Rakete

Nike war ein US-amerikanisches Flugabwehrraketenprogramm (SAM-N-25 – Bezeichnung bis 1962; MIM-14/14A/14B – Bezeichnung ab 1962), das in der ursprünglichen Variante MIM-3 Nike Ajax und später in der verbesserten Variante Nike Hercules über viele Jahre das Rückgrat der US-amerikanischen Luftverteidigung darstellte. Es war für den Einsatz gegen hochfliegende, überschallschnelle und auch multiple Ziele (etwa gegen Bomberpulks) konzipiert. In der Variante Nike Zeus wurde sie auch im ersten US-amerikanischen Raketenabwehrsystem verwendet.

## Technik
Nike bestand aus einer Startstufe mit einem Nike-Feststoffraketenmotor (vierfach gebündelt bei der Nike Hercules) und einer mit Flüssigtreibstoff angetriebenen Zweitstufe (nur Nike Ajax; Nike Hercules hatte als zweite Stufe ein Feststofftriebwerk). Der Sprengkopf konnte konventionell (BHE, BLE) (M17 high-explosive blast-fragmentation) oder nuklear (BXS, BXL) (W-31 nuclear (2 kT, 40 kT)) bestückt werden. Die konventionellen Sprengköpfe erzeugten eine Metallsplitterwolke, die die abzuwehrenden Flugzeuge beschädigen und zum Absturz bringen sollte.

## Geschichte
Der erste Bodentest der Rakete erfolgte im September 1946 auf dem „White Sands Proving Ground“ in New Mexico. Der erste (noch ungelenkte) Start wurde eine Woche später durchgeführt, wobei die Rakete Kameras und Messgeräte anstelle eines Gefechtskopfes trug. Im Jahr 1947 wurden die Testflüge weitergeführt, während gleichzeitig Experimente zur Zielverfolgung mittels eines Monopuls-Radars erfolgten. Allerdings kam es durch Probleme mit der Zuverlässigkeit der Booster zu erheblichen Verzögerungen im Zeitplan, so dass 1948 beschlossen wurde, die ursprüngliche Konfiguration zu verwerfen und stattdessen den vom Allegheny Ballistics Laboratory entwickelten einteiligen Booster des „RIM-2 Terrier“-Raketenprogramms der US-Navy anzupassen. Nachdem die Probleme gelöst waren und das Projekt rasche Fortschritte machte, wurde im Januar 1949 mit Western Electric, den Bell Laboratories und Douglas Aircraft ein Vertrag über die Produktion von 1.000 der nun „SAM-A-7“ genannten „Nike Ajax“-Raketen und 60 Bodeninstallationen abgeschlossen. Im Februar 1951 gelang der erste Abschuss einer „QB-17“-Drohne auf dem Versuchsgelände von White Sands, woraufhin der Aufbau einer Lehrbatterie durch das Army Anti-Aircraft Command (ARAACOM) erfolgte und die Ausbildung von Bedienungsmannschaften begann. Im März 1954 wurde die erste reguläre „Nike Ajax“-Einheit in Fort Meade, Maryland, aufgestellt. Im Laufe der nächsten vier Jahre wurden rund 200 Batterien um Großstädte und strategische Ziele in den nördlichen USA aufgebaut.
In der Bundesrepublik wurde zu Anfang der 1960er Jahre die Ausrüstung der Bundeswehr mit Flugabwehrraketensystemen US-amerikanischer Produktion beschlossen. Sie sollten die nunmehr deutlich überforderte Fla-Rohrartillerie ablösen. Für die Bekämpfung von hoch fliegenden Zielen (überwiegend Bomber) fiel die Wahl auf das schwere Flugabwehrraketensystem „Nike Ajax“ (später auf „Nike Hercules“ umgerüstet). Die Bekämpfung von Flugzielen in niedrigen und mittleren Höhen (insbesondere Jagdbomber) sollte das System MIM-23 HAWK übernehmen. In Deutschland wurden während des Kalten Kriegs die 2-kT-Nuklear-Sprengköpfe BXS und die 40-kT-BXL zu möglichen Boden-Boden- und Boden-Luft-Einsätzen bereitgehalten. Sie standen unter der Aufsicht der Streitkräfte der Vereinigten Staaten und konnten nur durch diese scharf gemacht werden.
Die meisten amerikanischen Nike-Systeme wurden im April 1974 aufgrund des SALT-1-Abkommens außer Dienst gestellt. Bereits vor der Wiedervereinigung begann auch die Außerdienststellung der deutschen FlaRak-Systeme „Nike Hercules“.

## Die Nike im Kalten Krieg
Gegen hoch einfliegende Bomber, wie sie der damaligen Bedrohungsvorstellung entsprachen, war in den 1950er Jahren in den USA die zweistufige Flugabwehrrakete Nike-Ajax entwickelt worden. 1958 wurde sie an die US Army ausgeliefert. Eine verbesserte Version, Nike-Hercules, wurde ab 1960 an die europäischen NATO-Verbündeten ausgeliefert. Vier Antriebsraketen waren in der ersten Stufe zusammengebündelt, die zweite Stufe konnte wahlweise einen konventionellen oder einen atomaren Sprengkopf tragen. Die Kampfentfernung betrug 120 km; die Nike-Hercules konnte bis auf 30 km steigen. Um einen Luftangriff erfolgreich abwehren zu können, war es nicht mehr erforderlich, den einfliegenden Bomber direkt zu treffen. Die gewaltige Explosionskraft, insbesondere in seiner nuklearen Variante, bewirkte bereits den gewünschten Erfolg in einem Radius von mehr als einem Kilometer vom Ziel. Der Flugkörper wurde durch den Waffensystemcomputer unter Überwachung des Feuerleitoffiziers (BCO, Battery Control Officer) der Batterie bis zur Explosion ins Ziel gelenkt, womit relativ schnell eine Sättigung des gesamten Systems eintreten konnte. Überhaupt muss kritisch angemerkt werden, dass die gesamte Konzeption auf der aus dem Luftkrieg des Zweiten Weltkriegs stammenden Annahme von großen Pulks hochfliegender schwerer Bomber basierte. Gegen mit hoher Geschwindigkeit tief fliegende Jagdbomber boten sie keinen Schutz. Die Nike Flugabwehrraketen wurden in den 1980er Jahren außer Dienst gestellt.
Die Dislozierung der Flugabwehr-Bataillone erfolgte in einem geschlossenen Gürtel hinter dem Waffensystem HAWK von der Nordsee bis in den Raum Stuttgart, bis zum Ausscheiden Frankreichs aus der NATO-Integration sogar bis zum Bodensee. Die belgischen und niederländischen Verbände bildeten eine zweite Linie hinter dem deutschen Nike-Gürtel. Damit war die Vorwarnzeit für die Benelux-Staaten um einige kostbare Minuten verlängert. Der „Flugzeugträger Rheinland-Pfalz“ – die amerikanischen Einsatzflugplätze waren nicht über ihr gesamtes Stationierungsgebiet in Süddeutschland verteilt, sondern befanden sich in höchster Konzentration im Raum Ramstein – Hahn – Bitburg – war noch durch zusätzliche Nike-Stellungen in der zweiten Reihe oder im Objektschutz gesichert. Dabei brachten die USA auch Flugabwehrsysteme vom Typ Chaparral und Vulcan in Stellung.
Die amerikanischen Verbände gehörten dem Heer an – die Nike war für die US Army entwickelt worden –, bei den mitteleuropäischen Verbündeten jedoch den Luftstreitkräften, da die Waffen im Verbund mit Jagdflugzeugen und HAWK Flugabwehrraketen von den Luftverteidigungs-Gefechtsständen, den Sector Operations Centers (SOC), eingesetzt wurden. Im Bereich der britisch dominierten 2ATAF waren dies das SOC1 in Brockzetel und das SOC2 in Uedem. Im Süden bei der 4ATAF übernahm das SOC3 in Kindsbach diese Aufgabe im Rahmen der integrierten Luftverteidigung. Das geplante SOC4 im elsässischen Drachenbronn wurde vor 1966 nicht realisiert, nach dem Ausscheiden Frankreichs wurde seine Aufgabe vom amerikanisch geführten SOC3 mit übernommen. Erst 1988 wurde unter deutscher Führung das SOC4 in Meßstetten in Dienst gestellt. Großbritannien beteiligte sich nicht am Nike-Gürtel, sondern schützte seine „clutch airfields“ mit Flugabwehrraketen vom Typ Bloodhound im Objektschutz.
Die Möglichkeit, Nike mit atomaren Sprengköpfen auszurüsten, machte die nukleare Verwahrung nach dem Zwei-Schlüssel-Prinzip nötig. An den 38 deutschen, belgischen und niederländischen Stellungen war je ein amerikanisches Custodial-Team stationiert, ohne dessen „permissive action“ kein nuklearer Abschuss stattfinden konnte. Die Teams gehörten zu 10 US Army Artillery Detachments (USAAD), die wiederum über die 5th US Army Artillery Group (5th USAAG) in Büren der 59th Ordnance Brigade in Pirmasens unterstanden. Büren war auch der zentrale Lagerort für die Atomwaffen. Auf den Nike-Gürtel in der Bundesrepublik folgten – allerdings nicht mehr geschlossen in einem Gürtel – Stellungen der italienischen, griechischen und türkischen Luftstreitkräfte mit nuklearer Verwahrung der USA.

## Der Nike-Gürtel in der Bundesrepublik Deutschland (AFCENT)
| Hohenkirchen FlaRakBtl 26 |

| 1. |

| 2. |

| 3. |

| 4. |

| Delmenhorst FlaRakBtl 24 |

| 1. |

| 2. |

| 3. |

| 4. |

| Barnstorf FlaRakBtl 25 |

| 1. |

| 2. |

| 3. |

| 4. |

| Handorf 1 GGW |

| 118 |

| 119 |

| 120 |

| 121 |

| Schöppingen 2 GGW |

| 220 |

| 221 |

| 222 |

| 223 |

| Vörden 12 GGW |

| Echtrop FlaRakBtl 21 |

| 1./21 |

| 2. |

| 3. |

| 4. |

| Burbach FlaRakBtl 22 |

| 1./22 |

| 2. |

| 3. |

| 4. |

| Grefrath 9e Wing |

| 54 |

| 55 |

| 56 |

| 57 |

| 1. Albach FlaRakBtl 23 |

| Deutschland |

| 2. Schöneck |

| 3. Kemel |

| 4. Obersayn |

| Düren 13e Wing |

| 50 |

| 51 |

| 52 |

| 53 |

| Bitburg 4-6 ADA |

|  |

|  |

|  |

|  |

| Wackernheim 2-1 ADA |

|  |

|  |

|  |

|  |

| Darmstadt 1-67 ADA |

| A |

| B |

| C |

| D |

| Pirmasens 2-56 ADA |

|  |

|  |

|  |

|  |

| Neubrücke 5-6 ADA |

|  |

|  |

|  |

|  |

|  |

| Kornwestheim 3-71 ADA |

| A |

| B |

| C |

| C |

| D |

| Stetten am kalten Markt BEN 520 1961–1966 |

| Friedrichshafen BEN 521 1961–1966 |

| Nation      | Einheit/Verband           | US Custodial Unit             | Standort                               | Kaserne                                                            | BOC    | Dauer |
| ----------- | ------------------------- | ----------------------------- | -------------------------------------- | ------------------------------------------------------------------ | ------ | --- |
| Deutschland | FlaRakBtl 26              | 35th USAAD                    | Hohenkirchen                           | Wangerland-Kaserne                                                 | BOC 13 | 1973–1989 |
| Deutschland | 1./FlaRakBtl 26           | Team A, 35th USAAD            | Hohenkirchen                           | Wangerland-Kaserne                                                 | BOC 13 | 1973–1989 |
| Deutschland | 2./FlaRakBtl 26           | Team B, 35th USAAD            | Rodenkirchen                           | Stadland-Kaserne                                                   | BOC 13 | 1973–1989 |
| Deutschland | 3./FlaRakBtl 26           | Team C, 35th USAAD            | Wiesmoor                               | Fehn-Kaserne                                                       | BOC 13 | 1973–1989 |
| Deutschland | 4./FlaRakBtl 26           | Team D, 35th USAAD            | Dornum                                 | Blücher-Kaserne                                                    | BOC 13 | 1973–1989 |
| Deutschland | FlaRakBtl 24              | 51st USAAD                    | Delmenhorst                            | Feldwebel-Lilienthal-Kaserne (Adelheide)                           | BOC 12 | 1961–1989 |
| Deutschland | 1./FlaRakBtl 24           | Team A, 51st USAAD            | Elsfleth                               | Wesermarsch-Kaserne                                                | BOC 12 | 1961–1989 |
| Deutschland | 2./FlaRakBtl 24           | Team B, 51st USAAD            | Delmenhorst                            | Caspari-Kaserne (Deichhorst)                                       | BOC 12 | 1961–1989 |
| Deutschland | 3./FlaRakBtl 24           | Team C, 51st USAAD            | Edewecht                               | Fliegerhorst Oldenburg                                             | BOC 12 | 1961–1989 |
| Deutschland | 4./FlaRakBtl 24           | Team D, 51st USAAD            | Syke (Leerßen)                         | Caspari-Kaserne (Delmenhorst-Deichfeld)                            | BOC 12 | 1961–1989 |
| Deutschland | FlaRakBtl 25              | 42nd USAAD                    | Barnstorf (Eydelstedt)                 | Hülsmeyer-Kaserne                                                  | BOC 10 | 1961–1988 |
| Deutschland | 1./FlaRakBtl 25           | Team D, 42nd USAAD            | Varrelbusch                            | Fliegerhorst Ahlhorn                                               | BOC 10 | 1961–1988 |
| Deutschland | 2./FlaRakBtl 25           | Team A, 42nd USAAD            | Barnstorf (Eydelstedt)                 | Hülsmeyer-Kaserne                                                  | BOC 10 | 1961–1988 |
| Deutschland | 3./FlaRakBtl 25           | Team B, 42nd USAAD            | Wagenfeld                              | Auburg-Kaserne                                                     | BOC 10 | 1961–1988 |
| Deutschland | 4./FlaRakBtl 25           | Team C, 42nd USAAD            | Lohne                                  | Kaserne an den Landwehren                                          | BOC 10 | 1961–1988 |
| Niederlande | 1 GGW                     | 509th USAAD                   | Münster-Handorf (Vörden)               | Luftwaffen-Kaserne Handorf [Btl] (Vörden [USAAD])                  | BOC 9  | 1962–1975 |
| Niederlande | A Sqn, 1964 118 Sqn/1 GGW | Team B, 509th USAAD           | Vörden                                 | Willem Versteeg Kamp, Hesepe (Bramsche)                            | BOC 9  | 1962–1975 |
| Niederlande | B Sqn, 1964 119 Sqn/1 GGW | Team A, 509th USAAD           | Münster-Handorf                        | Luftwaffen-Kaserne                                                 | BOC 9  | 1962–1975 |
| Niederlande | C Sqn, 1964 120 Sqn/1 GGW | Team D, 509th USAAD           | Borgholzhausen                         | Kamp Borgholzhausen                                                | BOC 9  | 1962–1975 |
| Niederlande | D Sqn, 1964 121 Sqn/1 GGW | Team C, 509th USAAD           | Bad Essen                              | Tiling Kazerne Bohmte, Radarstellung Westerberg                    | BOC 9  | 1962–1975. Unterbringung auch in den Roberts Barracks, Osnabrück (BAOR).                                                                                |
| Niederlande | 2 GGW                     | 508th USAAD                   | Schöppingen                            | Kamp Schöppingen                                                   | BOC 7  | 1962–1975 |
| Niederlande | 220 Sqn/2 GGW             | Team A, 508th USAAD           | Schöppingen                            | Kamp Schöppingen                                                   | BOC 7  | 1962–1975 |
| Niederlande | 221 Sqn/2 GGW             | Team B, 508th USAAD           | Erle-Schermbeck                        | Kamp Erle                                                          | BOC 7  | 1962–1975 |
| Niederlande | 222 Sqn/2 GGW             | Team C, 508th USAAD           | Hesepe (Nordhorn)                      | Flugplatz Rheine-Bentlage                                          | BOC 7  | 1970–1975, 1964–1970 in Twenthe (NL) |
| Niederlande | 223 Sqn/2 GGW             | Team D, 508th USAAD           | Hopsten                                | General-Wever-Kaserne                                              | BOC 7  | 1962–1975 |
| Niederlande | 12 GGW                    | 509th USAAD                   | Vörden                                 | Willem Versteeg Kamp, Hesepe (Bramsche)                            | BOC 7  | 1975–1987 |
| Niederlande | 118 Sqn/12 GGW            | Team A, 509th USAAD           | Vörden                                 | Willem Versteeg Kamp, Hesepe (Bramsche)                            | BOC 7  | 1975–1987 |
| Niederlande | 120 Sqn/12 GGW            | Team C, 509th USAAD           | Borgholzhausen                         | Kamp Borgholzhausen                                                | BOC 7  | 1975–1987 |
| Niederlande | 220 Sqn/12 GGW            | Team B, 509th USAAD           | Schöppingen                            | Kamp Schöppingen                                                   | BOC 7  | 1975–1987 |
| Niederlande | 223 Sqn/12 GGW            | Team D, 509th USAAD           | Hopsten                                | General-Wever-Kaserne                                              | BOC 7  | 1975–1987 |
| Deutschland | FlaRakBtl 21              | 66th USAAD                    | Echtrop (Büecke)                       | Graf-Yorck-Kaserne [Btl] (Herzog-Johann-von-Cleve-Kaserne [USAAD]) | BOC 6  | 1959–1987 |
| Deutschland | 1./FlaRakBtl 21           | Team B, 66th USAAD            | Westkirchen                            | Münsterland-Kaserne (Warendorf)                                    | BOC 6  | 1959–1987 |
| Deutschland | 2./FlaRakBtl 21           | Team A, 66th USAAD            | Echtrop                                | Graf-Yorck-Kaserne                                                 | BOC 6  | 1959–1987 |
| Deutschland | 3./FlaRakBtl 21           | Team C, 66th USAAD            | Holzwickede                            | Emscher-Kaserne                                                    | BOC 6  | 1959–1987 |
| Deutschland | 4./FlaRakBtl 21           | Team D, 66th USAAD            | Datteln                                | Haard-Kaserne                                                      | BOC 6  | 1959–1987 |
| Deutschland | FlaRakBtl 22              | 52nd USAAD                    | Burbach                                | Siegerland-Kaserne                                                 | BOC 5  | 1960–1988 |
| Deutschland | 1./FlaRakBtl 22           | Team B, 52nd USAAD            | Oedingen                               | Sauerlandkaserne                                                   | BOC 5  | 1960–1988 |
| Deutschland | 2./FlaRakBtl 22           | Team A, 52nd USAAD            | Burbach                                | Siegerland-Kaserne                                                 | BOC 5  | 1960–1988 |
| Deutschland | 3./FlaRakBtl 22           | Team C, 52nd USAAD            | Waldbröl                               | Nutscheid-Kaserne                                                  | BOC 5  | 1960–1988 |
| Deutschland | 4./FlaRakBtl 22           | Team D, 52nd USAAD            | Marienheide                            | Hermannsberg-Kaserne                                               | BOC 5  | 1960–1988 |
| Belgien     | 9e Wing                   | 507th USAAD                   | Grefrath                               | Grefrath Kaserne                                                   | BOC 4  | 1970–1984 |
| Belgien     | 54 Sqn/9e Wing            | Team D, 507th USAAD           | Xanten                                 | Camp/Kamp Sonsbeck                                                 | BOC 4  | 1970–1985 |
| Belgien     | 55 Sqn/9e Wing            | Team C, 507th USAAD           | Kapellen                               | Camp/Kamp Kapellen                                                 | BOC 4  | 1970–1985 |
| Belgien     | 56 Sqn/9e Wing            | Team A, 507th USAAD           | Grefrath                               | Grefrath Kaserne                                                   | BOC 4  | 1970–1984 |
| Belgien     | 57 Sqn/9e Wing            | Team B, 507th USAAD           | Erle-Schermbeck                        | Kamp Erle                                                          | BOC 4  | 1975–1983 |
| Deutschland | FlaRakBtl 23              | 501st USAAD                   | Kilianstädten                          | Nidder-Kaserne                                                     | BOC 3  | 1960–1987 |
| Deutschland | 1./FlaRakBtl 23           | Team A, 501st USAAD           | Albach                                 | Limes-Kaserne (Lich)                                               | BOC 3  | 1964–1987 |
| Deutschland | 2./FlaRakBtl 23           | Team B, 501st USAAD           | Schöneck                               | Nidder-Kaserne (Kilianstädten)                                     | BOC 3  | 1966–1987 |
| Deutschland | 3./FlaRakBtl 23           | Team C, 501st USAAD           | Kemel                                  | Taunus-Kaserne (Kemel)                                             | BOC 3  | 1964–1987 |
| Deutschland | 4./FlaRakBtl 23           | Team D, 501st USAAD           | Obersayn                               | Wäller-Kaserne (Westerburg)                                        | BOC 3  | 1966–1987 |
| Belgien     | 13e Wing                  | 43rd USAAD                    | Düren (Drove)                          | Camp/Kamp Bodart                                                   | BOC 2  | 1964–1991 |
| Belgien     | 50 Sqn/13e Wing           | Team A, 43rd USAAD            | Düren (Drove)                          | Camp Général/Kamp Generaal Bastin                                  | BOC 2  | 1964–1984 |
| Belgien     | 51 Sqn/13e Wing           | Team D, 43rd USAAD            | Blankenheim                            | Camp/Kamp Blankenheim                                              | BOC 2  | 1964–1989 |
| Belgien     | 52 Sqn/13e Wing           | Team C, 43rd USAAD            | Euskirchen                             | Caserne/Kazerne Loncin                                             | BOC 2  | 1964–1983 |
| Belgien     | 53 Sqn/13e Wing           | Team B, 43rd USAAD            | Kaster                                 |                                                                    | BOC 2  | 1964–1983 |
| USA         | 4-6 ADA                   |                               | Bitburg                                | Bitburg Air Base                                                   | BOC 16 | 1961–1983 |
| USA         | A/4-6 ADA                 |                               | Hontheim                               | Hontheim Missile Station                                           | BOC 16 | 1961–1983 |
| USA         | B/4-6 ADA                 |                               | Welschbillig                           | Welschbillig Missile Station                                       | BOC 16 | 1961–1971, 1971–1992 HAWK |
| USA         | C/4-6 ADA                 |                               | Brimingen                              | Hisel Missile Station                                              | BOC 16 | 1961–1971, 1971–1990 HAWK |
| USA         | D/4-6 ADA                 |                               | Balesfeld                              | Balesfeld Missile Station                                          | BOC 16 | 1961–1971, 1971–1995 HAWK |
| USA         | 2-1 ADA                   |                               | Wackernheim                            | McCully Barracks                                                   | BOC 17 | 1961–1983. Bis 1972 5-1 ADA |
| USA         | A/2-1 ADA                 |                               | Wackernheim                            | McCully Barracks                                                   | BOC 17 | 1961–1983, 1983–1989 Chaparral |
| USA         | B/2-1 ADA                 |                               | Dexheim                                | Anderson Barracks                                                  | BOC 17 | 1961–1983 |
| USA         | C/2-1 ADA                 |                               | Quirnheim                              | Danziger Barracks                                                  | BOC 17 | 1961–1994 |
| USA         | D/2-1 ADA                 |                               | Dichtelbach                            | Dichtelbach Missile Station (Kandrich)                             | BOC 17 | 1961–1982, 1982 Patriot |
| USA         | 1-67 ADA                  |                               | Darmstadt                              | Ernst Ludwig Kaserne                                               | BOC 18 | 1961–1996 |
| USA         | A/1-67 ADA                |                               | Darmstadt-Griesheim                    | Griesheim Missile Facility                                         | BOC 18 | 1961–1992 |
| USA         | B/1-67 ADA                |                               | Mainbullau                             | Mainbullau Missile Station                                         | BOC 18 | 1961–1971, 1971–1992 HAWK |
| USA         | C/1-67 ADA                |                               | Hardheim                               | Hardheim Missile Station                                           | BOC 18 | 1961–1971 |
| USA         | D/1-67 ADA                |                               | Dallau                                 | Dallau Tactical Defense Station                                    | BOC 18 | 1961–1971 |
| USA         | 2-56 ADA                  |                               | Pirmasens                              | Husterhoeh-Kaserne                                                 | BOC 19 | 1961–1984 |
| USA         | A/2-56 ADA                |                               | Geinsheim                              | Geinsheim Activity                                                 | BOC 19 | 1961–1994 |
| USA         | B/2-56 ADA                |                               | Landau                                 | Camp Thomas Nast                                                   | BOC 19 | 1961–1984 |
| USA         | C/2-56 ADA                |                               | Lemberg                                | Lemberg Missile Station                                            | BOC 19 | 1961–1992 |
| USA         | D/2-56 ADA                |                               | Oberauerbach                           | Oberauerbach Missile Station                                       | BOC 19 | 1961–1991 |
| USA         | 5-6 ADA                   |                               | Neubrücke                              | Neubrücke Army Hospital                                            | BOC 20 | 1961–1983 |
| USA         | A/5-6 ADA                 |                               | Schönborn                              | Schönborn Missile Station                                          | BOC 20 | 1961–1992 |
| USA         | B/5-6 ADA                 |                               | Wüschheim                              | Wüschheim Tac Oper Facility                                        | BOC 20 | 1961–1966 |
| USA         | C/5-6 ADA                 |                               | Baumholder                             | Baumholder Tactical Defense Missile Facility                       | BOC 20 | 1961–1993 |
| USA         | D/5-6 ADA                 |                               | Reitscheid                             | Reitscheid Missile Station                                         | BOC 20 | 1961–1983, 1983–1992 HAWK |
| USA         | D/5-6 ADA                 |                               | Hontheim                               | Hontheim Missile Station                                           | BOC 20 | 1983–1990 |
| USA         | 3-71 ADA                  |                               | Kornwestheim                           | Wilkin Barracks                                                    | BOC 21 | 1961–1984 |
| USA         | A/3-71 ADA                |                               | Dallau                                 | Dallau Tactical Defense Station                                    | BOC 21 | 1977–1992 |
| USA         | B/3-71 ADA                |                               | Sachsenheim                            | Sachsenheim Missile Station                                        | BOC 21 | 1961–1990 |
| USA         | C/3-71 ADA                |                               | Kleingartach                           | Kleingartach Missile Station                                       | BOC 21 | 1961–1977 |
| USA         | C/3-71 ADA                |                               | Hardheim                               | Hardheim Missile Station                                           | BOC 21 | 1977–1992 |
| USA         | D/3-71 ADA                |                               | Wurmberg                               |                                                                    | BOC 21 | 1961–1984 |
| Frankreich  | BEN 520                   | Team B/357th USAAD Böttingen  | Stetten am kalten Markt (provisorisch) | Camp de Stetten                                                    | BOC 1  | 1961–1966. Vorgesehene und erkundete Stellungen der Escadrons d'Engins: 1 Böttingen, 2 Stetten am kalten Markt, 3 Inneringen, 4 Stetten am kalten Markt |
| Frankreich  | BEN 521                   | Team C/357th USAAD Inneringen | Friedrichshafen (provisorisch)         | Base Aérienne 136                                                  | BOC 11 | 1961–1966. Vorgesehene und erkundete Stellungen der Escadrons d'Engins: 1 Friedrichshafen, 2 Friedrichshafen, 3 Mengen, 4 Münsingen                     |

## Dislozierung des Waffensystems Nike in Südeuropa (AFSOUTH)
| 17 |

| Bagnoli di Sopra |

| Chioggia |

| Bovolone |

| Zelo |

| 16 |

| Ceggia |

| Ca'Tron |

| Cordovado |

| Vittorio Veneto |

| 7 |

| Bassano del Grappa |

| Montichiari |

| Tonezza |

| Roncà |

| Nation       | Einheit/Verband         | US Custodial Unit  | Standort US      | Provinz   | Standort Host      | Provinz   | Dauer     |
| ------------ | ----------------------- | ------------------ | ---------------- | --------- | ------------------ | --------- | --------- |
| Italien      | 17º Reparto             | 31st USAAD         | Conselve         | Padova    | Padova             | Padova    | 1963–1977 |
| Italien      | 80º Gruppo/17º Reparto  | 1/31st USAAD       | Conselve         | Padova    | Bagnoli di Sopra   | Padova    | 1963–1977 |
| Italien      | 81º Gruppo/17º Reparto  | 2/31st USAAD       | Chioggia         | Venezia   | Chioggia           | Venezia   | 1963–1977 |
| Italien      | 72º Gruppo/17º Reparto  | 3/31st USAAD       | Bovolone         | Verona    | Bovolone           | Verona    | 1963–1977 |
| Italien      | 79º Gruppo/17º Reparto  | 4/31st USAAD       | Zelo             | Rovigo    | Zelo               | Rovigo    | 1963–1977 |
| Italien      | 16º Reparto             | 34th USAAD         | Ceggia           | Venezia   | Treviso            | Treviso   | 1963–1977 |
| Italien      | 57º Gruppo/16º Reparto  | 1/34th USAAD       | Ceggia           | Venezia   | Ceggia             | Venezia   | 1963–1977 |
| Italien      | 56º Gruppo/16º Reparto  | 2/34th USAAD       | Ca'Tron          | Treviso   | Ca'Tron            | Treviso   | 1963–1977 |
| Italien      | 58º Gruppo/16º Reparto  | 3/34th USAAD       | Cordovado        | Pordenone | Cordovado          | Pordenone | 1963–1977 |
| Italien      | 59º Gruppo/16º Reparto  | 4/34th USAAD       | Monte Pizzoc     | Treviso   | Vittorio Veneto    | Treviso   | 1963–1977 |
| Italien      | 7º Reparto              | 47th USAAD         | Monte Calvarina  | Verona    | Vicenza            | Vicenza   | 1963–1977 |
| Italien      | 64º Gruppo/7º Reparto   | 1/47th USAAD       | Monte Grappa     | Vicenza   | Bassano del Grappa | Vicenza   | 1963–1977 |
| Italien      | 65º Gruppo/7º Reparto   | 2/47th USAAD       | Montichiari      | Brescia   | Montichiari        | Brescia   | 1963–1977 |
| Italien      | 66º Gruppo/7º Reparto   | 3/47th USAAD       | Monte Toraro     | Trento    | Tonezza            | Vicenza   | 1963–1977 |
| Italien      | 67º Gruppo/7º Reparto   | 4/47th USAAD       | Monte Calvarina  | Verona    | Roncà              | Verona    | 1963–1977 |
| Italien      | 16º Reparto             | 34th USAAD         | Ceggia           | Venezia   | Treviso            | Treviso   | 1977–1988 |
| Italien      | 57º Gruppo/16º Reparto  | 1/34th USAAD       | Ceggia           | Venezia   | Ceggia             | Venezia   | 1977–1988 |
| Italien      | 80º Gruppo/16º Reparto  | 2/34th USAAD       | Bagnoli di Sopra | Padova    | Bagnoli di Sopra   | Padova    | 1977–1988 |
| Italien      | 81º Gruppo/16º Reparto  | 3/34th USAAD       | Chioggia         | Venezia   | Chioggia           | Venezia   | 1977–1988 |
| Italien      | 58º Gruppo/16º Reparto  | 4/34th USAAD       | Cordovado        | Pordenone | Cordovado          | Pordenone | 1977–1988 |
| Italien      | 17º Reparto             | 47th USAAD         | Monte Calvarina  | Verona    | Padova             | Padova    | 1977–1988 |
| Italien      | 67º Gruppo/17º Reparto  | 1/47th USAAD       | Monte Calvarina  | Verona    | Roncà              | Verona    | 1977–1988 |
| Italien      | 72º Gruppo/17º Reparto  | 2/47th USAAD       | Bovolone         | Verona    | Bovolone           | Verona    | 1977–1988 |
| Italien      | 79º Gruppo/17º Reparto  | 3/47th USAAD       | Zelo             | Rovigo    | Zelo               | Rovigo    | 1977–1988 |
| Griechenland | 350th Nike Sqn          | 37th USAAD         | Keratea          | Attika    | Katsimidi          | Attika    | 1960–1979 |
| Griechenland | 1st Btry/350th Nike Sqn | Team A, 37th USAAD | Keratea          | Attika    | Keratea            | Attika    | 1960–1979 |
| Griechenland | 2nd Btry/350th Nike Sqn | Team B, 37th USAAD | Koropi           | Attika    | Koropi             | Attika    | 1960–1979 |
| Griechenland | 3rd Btry/350th Nike Sqn | Team C, 37th USAAD | Katsimidi        | Attika    | Katsimidi          | Attika    | 1960–1979 |
| Griechenland | 4th Btry/350th Nike Sqn | Team D, 37th USAAD | Erithea          | Attika    | Kreokouki          | Attika    | 1960–1979 |
| Türkei       |                         | 10th USAFAD        | Çorlu            | Tekirdağ  | Ortaköy            | Tekirdağ  | 1964–1981 |
| Türkei       |                         | 21st USAFAD        | Çorlu            | Tekirdağ  | Çorlu              | Tekirdağ  | 1964–1981 |
| Türkei       |                         | 27th USAFAD        | Erzurum          | Erzurum   | Erzurum            | Erzurum   | 1964–1981 |

## Die Nike als Höhenforschungsrakete
Die erste Stufe der Nike Ajax wurde in den folgenden Versionen auch als Höhenforschungsrakete eingesetzt. Außerdem fand sie auch als Zweit- und Drittstufe in zahlreichen Höhenforschungsraketen Verwendung. Für zivile Anwendungen wurde die Nike wegen ihrer geringen Gipfelhöhe meist in Verbindung mit einer Oberstufe zum Beispiel in Form der Nike Apache oder Nike Cajun verwendet.
- Nike Apache
- Nike Asp
- Nike Cajun
- Nike Deacon
- Nike Hydac
- Nike Iroquois
- Nike Javelin
- Nike Malemute
- Nike Nike
- Nike Orion
- Nike Recruit
- Nike T40 T55
- Nike Tomahawk
- Nike Viper I

## Abkürzungen
| Abkürzung | Text                                          |
| --------- | --------------------------------------------- |
| AB        | Air Base                                      |
| ADA       | Air Defense Artillery                         |
| AFCENT    | Allied Forces Central Europe                  |
| AFSOUTH   | Allied Forces Southern Europe                 |
| ATAF      | Allied Tactical Air Force                     |
| BE        | Belgian, Belgien                              |
| BEN       | Brigade d'Engins Nucléaires                   |
| Bn        | Battalion                                     |
| BOC       | Battalion Operations Center                   |
| Btry      | Battery                                       |
| Co        | Company                                       |
| CRC       | Control and Reporting Center                  |
| CRP       | Control and Reporting Post                    |
| Det       | Detachment                                    |
| FlaRak    | Flugabwehrraketen                             |
| FlaRakBtl | Flugabwehrraketenbataillon                    |
| GA        | Groupe d'Artillerie                           |
| GGW       | Groep Geleide Wapen                           |
| HE        | High Explosives                               |
| NATO      | North Atlantic Treaty Organisation            |
| NL        | Netherlands, Niederlande                      |
| RAF       | Royal Air Force                               |
| RAFG      | Royal Air Force Germany                       |
| SACEUR    | Supreme Allied Commander Europe               |
| SHAPE     | Supreme Headquarters Allied Powers Europe     |
| SOC       | Sector Operations Center                      |
| Sqn       | Squadron                                      |
| TR        | Turkish, Türkei                               |
| u/i       | unidentified                                  |
| USAAD     | United States Army Artillery Detachment       |
| USAAG     | United States Army Artillery Group            |
| USAFAD    | United States Army Field Artillery Detachment |
| USAFE     | United States Air Force in Europe             |
| USAREUR   | United States Army in Europe                  |